# SMART-1
Pour les articles homonymes, voir Smart (homonymie).
SMART-1 (pour Small Missions for Advanced Research in Technology) est une sonde spatiale de l'Agence spatiale européenne propulsée par un propulseur à effet Hall alimenté par des panneaux solaires. Sa mission s'est déroulée du 27 septembre 2003 au 3 septembre 2006. Il s'agit d'un démonstrateur technologique construit par l'Agence spatiale européenne avec l'objectif de mettre au point des sondes spatiales plus petites et moins coûteuses que celles développées jusque-là par l'agence spatiale.

## Contexte
SMART-1 est développée par l'Agence spatiale européenne (ESA) dans le cadre de son programme scientifique Horizon 2000 dans le but de tester le recours à la propulsion électrique par une sonde spatiale en vue de l'utiliser pour la future mission vers la planète Mercure (BepiColombo). Contrairement à la NASA qui développe à l'époque Deep Space 1 propulsé par un moteur ionique dans un objectif similaire, l'ESA opte pour un propulseur à effet Hall qui présente l'avantage de produire une poussée plus importante. Le coût total de la mission est de 110 millions d'euros.

## Objectifs
L'objectif principal de SMART-1 était de valider plusieurs technologies :
- le propulseur électrique capable de produire un delta-V important pour des missions interplanétaires ;
- un système de navigation automatique ne nécessitant pas d'intervention humaine ;
- un système de communication par rayon laser (Laser Link) assurant un débit plus important que les émetteurs/récepteurs radio traditionnels.

Les objectifs scientifiques sont secondaires. Une fois en orbite autour de la Lune, SMART-1 doit étudier notre satellite dans le but d'améliorer nos connaissances sur son origine et sa composition, notamment la présence éventuelle de glace au pôle sud de la Lune. SMART-1 avait également pour mission de trouver des terrains d'atterrissage pour de futures missions.

## Caractéristiques techniques

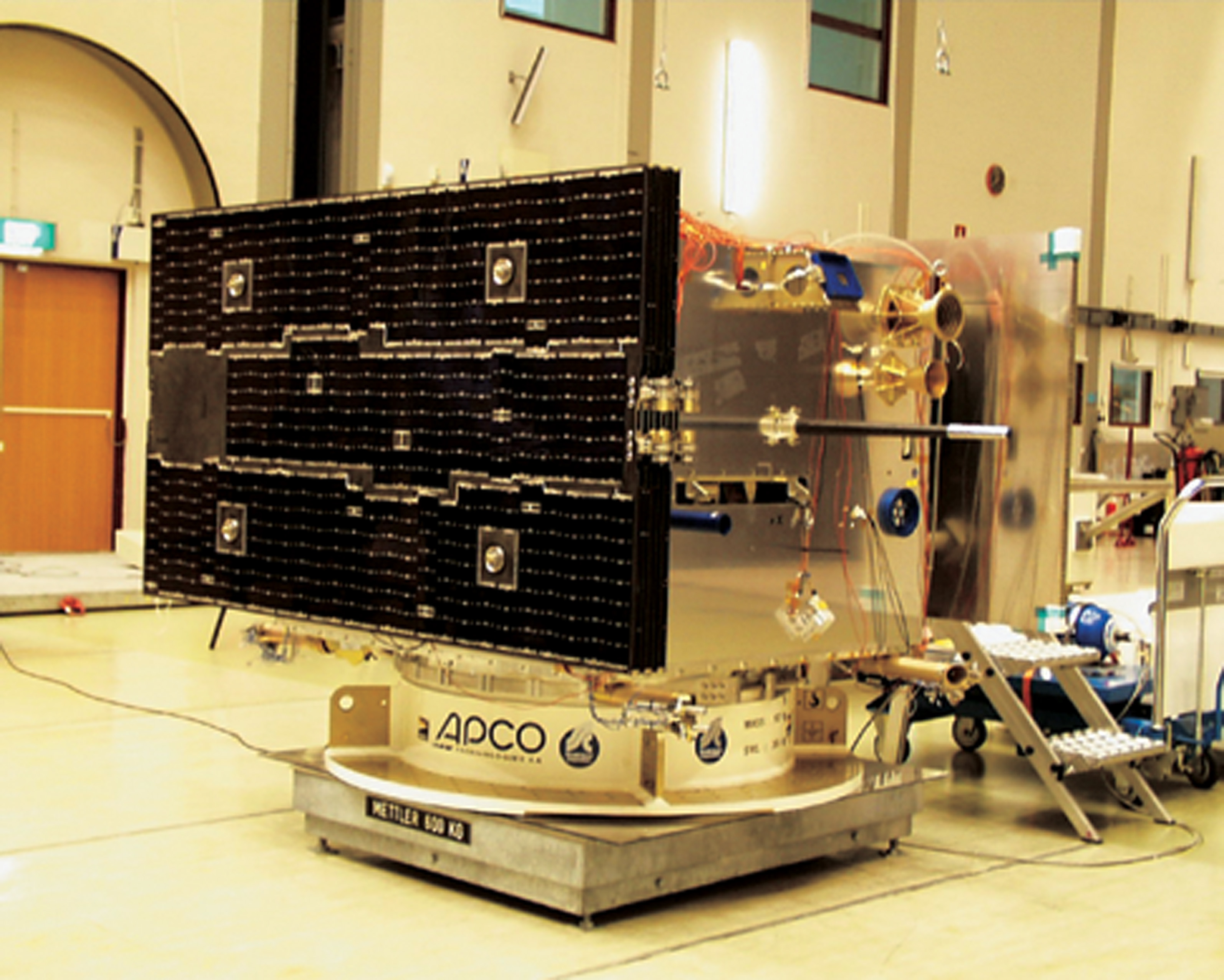
SMART-1 peu avant son lancement.

SMART-1 a une forme cubique (157 × 115 × 104 cm) et une masse de 366,5 kg. Il est stabilisé 3 axes. Deux ensembles de trois panneaux solaires dont la dimension unitaire est de 174 × 96 × 2 cm portent son envergure à 14 mètres et fournissent 1 848 watts en début de vie et 1 615 watts en fin de vie. 5 batteries lithium-ion disposent d'une capacité de 135 watts-heures. Le moteur-fusée principal du satellite est un propulseur à effet Hall PPS-1350 ayant une poussée de 70 milli newtons avec une impulsion spécifique de 1 633 secondes. Le moteur accélère du xénon dont 82,5 kg sont stockés sous 150 bars. Le moteur, qui a une masse à vide de 29 kg, est orientable selon 2 axes. Le PPS-1350 est un moteur de Snecma dérivé du SPT-100 de l'entreprise russe Fakel de Kaliningrad, numéro un mondial de ce type de propulsion. Huit petits propulseurs à ergols liquides de 1 newton de poussée utilisant de l'hydrazine sont utilisés uniquement pour contrôler l'orientation. Les télécommunications sont assurées en bande S avec un débit de 65 kilobits par seconde.

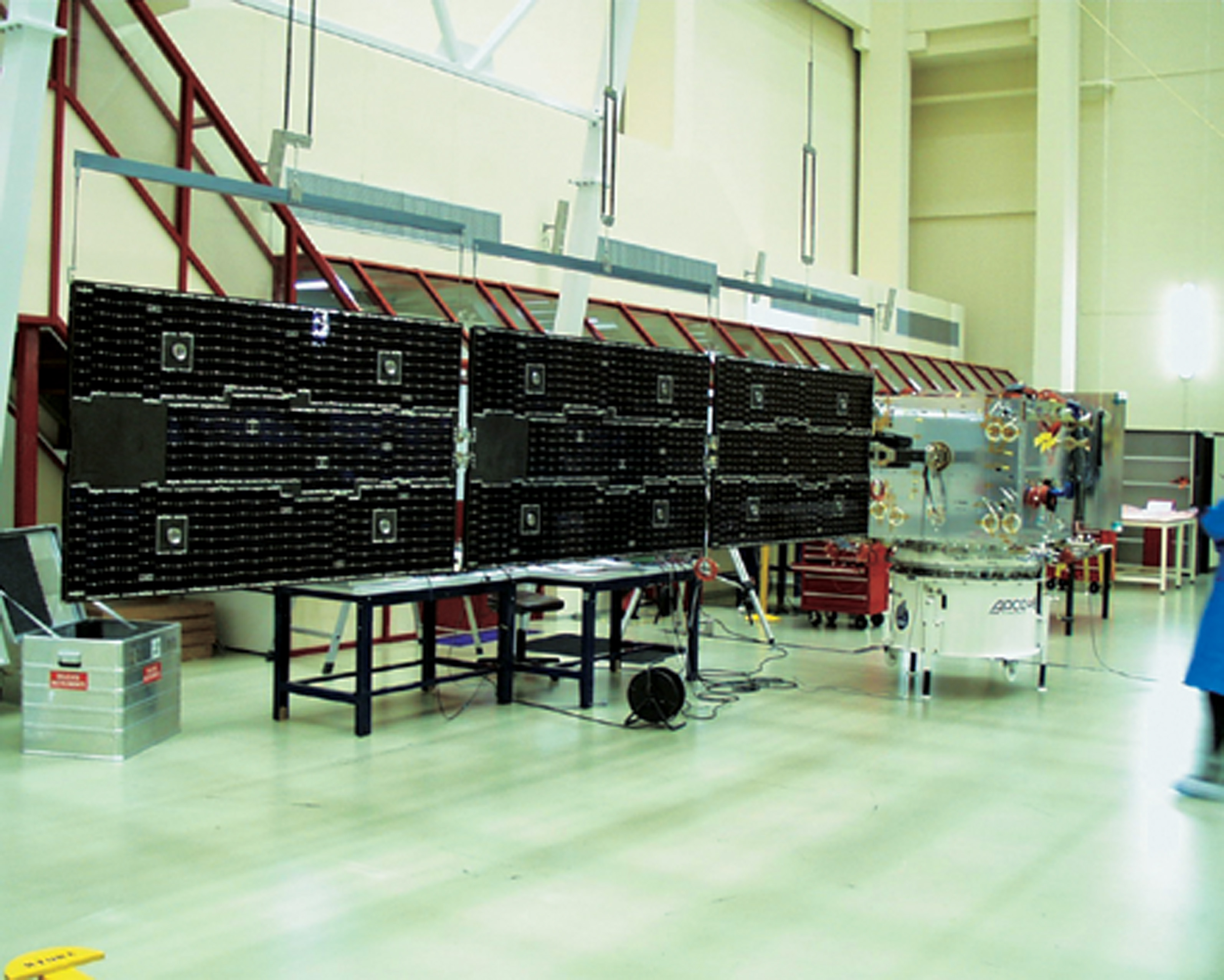
Un des deux ensembles de panneaux solaires est testé.
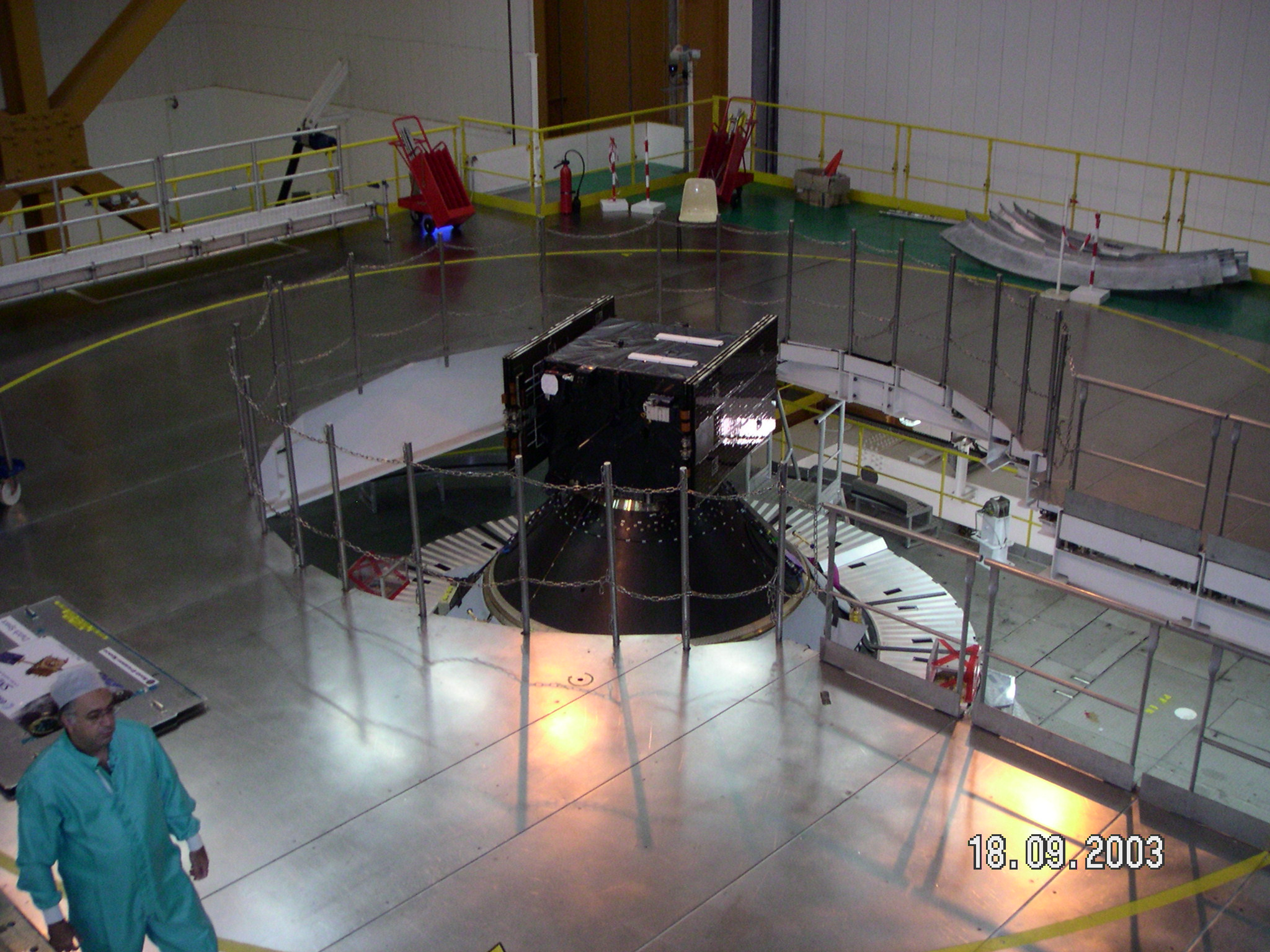
SMART-1 fixé au sommet de son lanceur Ariane.

### Instruments
La charge utile comprend 6 instruments d'une masse de 19 kg.
| Équipement                                             | Description | Objectifs | Concepteur                                                       |
| ------------------------------------------------------ | --- | --- | ---------------------------------------------------------------- |
| Advanced Moon micro-Imager Experiment (AMIE)           | Appareil photographique numérique miniature en couleur. Le capteur CCD dispose de trois filtres de 750, 900 et 950 nm et a une résolution de 80 mètres par pixel. AMIE pèse 2,1 kg pour une consommation de 9 watts. | | Centre suisse d'électronique et de microtechnique (CSEM), Suisse |
| Demonstration of a Compact X-ray Spectrometer (D-CIXS) | Spectromètre à rayons X. Sa fenêtre de détection X s'étend de 0,5 à 10 keV. Le spectromètre (avec l'XSM) pèse 5,2 kg et consomme 18 watts.                                                                           | Destiné à l'identification des composants chimiques de la surface lunaire. Il détecte la fluorescence X des éléments de la croûte lunaire, provoquée par l'interaction entre leur nuage électronique et les particules du vent solaire, et mesure l'abondance des principaux constituants que sont le magnésium, le silicium et l'aluminium. La détection du fer, du calcium et du titane repose sur l'activité solaire. | Laboratoire Rutherford Appleton, Royaume-Uni                     |
| X-ray solar monitor (XSM)                              | Spectromètre à rayon X | Observe l'activité solaire dans les rayons X en complément du D-CIXS. | Observatoire de l'université d'Helsinki, Finlande                |
| SMART-1 Infrared Spectrometer (SIR)                    | Spectromètre infrarouge. Il couvre une plage de longueurs d'onde allant de 0,93 à 2,4 µm, sur 256 canaux. SIR pèse 2,3 kg pour une consommation de 4,1 watts.                                                        | Identifie le spectre des minéraux que sont l'olivine et le pyroxène. | Institut d'aéronomie Max Planck, Allemagne                       |
| Electric Propulsion Diagnostic Package (EPDP)          | D'une masse de 800 grammes, il consomme 1,8 watt. | Fournit des informations sur le nouveau système de propulsion ionique de SMART-1. | Unité de propulsion électrique de l'ESA à l'ESTEC, Pays-Bas      |
| Space Potential Electron und Dust Experiment (SPEDE)   | Cette expérience pèse 0,8 kg et consomme 1,8 watt. | | Institut météorologique d'Helsinki, Finlande                     |
| X/Ka-band Telemetry and Telecommand Experiment (KaTE)  | Système de communication radio, pèse 6,2 kg pour une consommation de 26 watts. | Teste l'utilisation des bandes de fréquences X (8 GHz) et Ka (32 à 34 GHz) pour communiquer avec la Terre, ainsi que les installations au sol. Le code correcteur turbo code est également testé. | ESA et Astrium, Allemagne                                        |
| Radio Science Investigations with SMART-1 (RSIS)       | | | Université de Rome, Italie                                       |
| On-board Autonomous Navigation (OBAN)                  | | En utilisant les photos prises par AMIE, cet équipement détermine la position exacte de la sonde et ainsi lui permet d'être autonome. | ESTEC, Pays-Bas                                                  |

## Déroulement de la mission

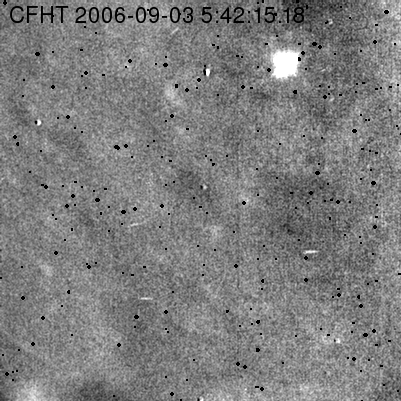
L'impact de SMART-1.

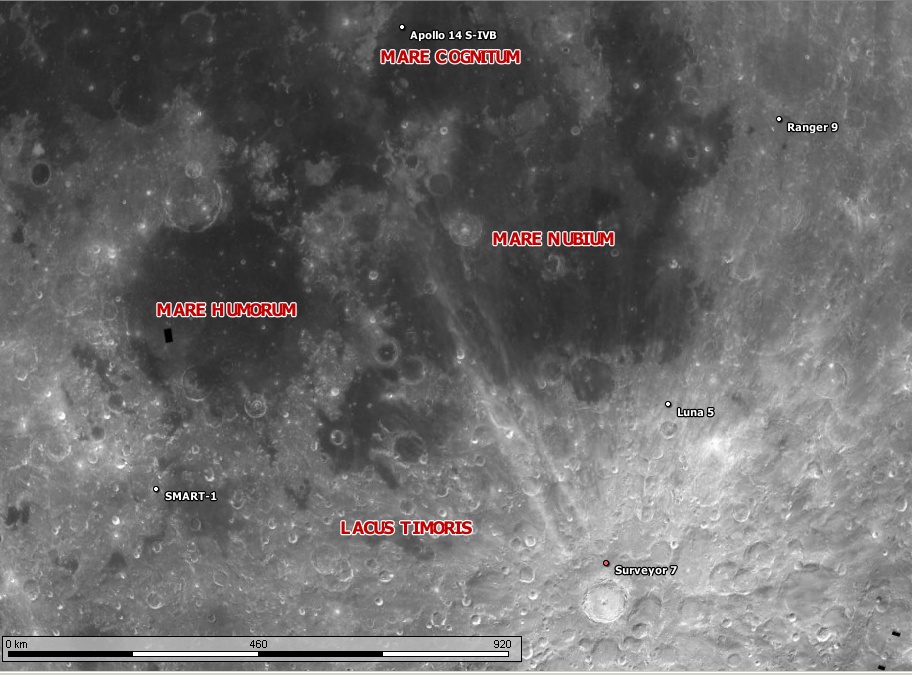
Carte lunaire montrant l'emplacement du SMART-1, en relation avec Ranger 9, Luna 5, Surveyor 7 et Apollo 14.

Les opérations de la sonde spatiale sont contrôlées depuis l'European Space Operations Centre (ESOC), à Darmstadt en Allemagne.
- 27 septembre 2003 : SMART-1 est placée en orbite par une fusée Ariane 5 G tirée depuis le Centre spatial guyanais près de Kourou.
- 21 mai 2004 : la sonde prend une image test de la Terre avec l'appareil qui sera utilisé pour les photos rapprochées du sol lunaire. On y voit une partie de l'Europe et de l'Afrique.
- 2 novembre 2004 : SMART-1 effectue sa dernière orbite autour de la Terre.
- 15 novembre 2004 : la première orbite autour de la Lune est effectuée.
- 15 février 2005 : l'ESA annonce accepter la proposition de prolonger d'un an la mission de SMART-1 jusqu'à août 2006. Cette date fut plus tard étendue au 3 septembre 2006, pour permettre des observations scientifiques depuis la terre[4].
- 3 septembre 2006 : la sonde s'écrase sur la surface de la Lune à 7 h 42 min 22 s (CEST) (5 h 42 min 22 s Temps universel). L'impact a lieu sur la face visible de la Lune au début de la zone à l'ombre, aux coordonnées 34,4° sud 46,2° ouest. Son moteur n'a consommé que 60 litres de carburant.

Fin septembre 2017, il est annoncé que le lieu de l'impact a été retrouvé sur des images prises par le Lunar Reconnaissance Orbiter. Les coordonnées correspondantes, 34,262° sud et 46,193° ouest, sont cohérentes avec les coordonnées de l'impact initialement calculées. Au moment de l'impact, en l'absence d'autre sonde en orbite autour de la Lune, seul un flash avait pu être repéré depuis la Terre par l'observatoire Canada-France-Hawaï.